# Alphavirus
Alphavirus é um gênero de vírus RNAss de sentido positivo, esféricos, de 65-70nm, com envelope e responsáveis por diversos tipos de encefalites e síndromes febril com dor articular, como o Chikungunya, transmitidos por mosquitos, como do gênero Aedes. Causam doenças tanto em humanos e diversos outros animais.

## Classificação
É um gênero da família Togaviridae (grupo IV), de acordo com o sistema de classificação baseado na composição do genoma viral introduzido por David Baltimore, em 1971.

## Patologias humanas
Causam encefalites em humanos e equinos na América:
- Encefalite equina do oeste (5% de mortalidade)
- Encefalite equina do leste (50% de mortalidade)
- Encefalite equina venezuelana (35% de mortalidade)

E causam febre com erupções cutâneas e dor articular:
- Chikungunya na África, Ásia e América do Sul,
- O’nyong-nyong na África,
- Febre de Mayaro na América do Sul,
- Febre de Ross River na Austrália,
- Febre de Sindbis na África, Escandinávia e Rússia,
- Febre de Barmah Forest na Austrália.